# ホテルプラザ
ホテルプラザ（英称：The Plaza）は、かつて大阪市北区大淀南二丁目に存在した日本のホテル。朝日放送（ABC、現・朝日放送グループホールディングス）関連会社の株式会社ホテルプラザが運営していた。

## 概要

### 開業時
1969年（昭和44年）にABC社屋（当時）・大阪タワーの南側に建設され、同年10月10日に開業した。総工費は70億円。初代社長には住友銀行頭取であった鈴木剛が就任。
日本万国博覧会の開催を翌1970年（昭和45年）春に控え、ホテルプラザの開業は、放送業界のホテル進出として話題を集めた。その背景には、これからのホテルは単にベッドや飲食の提供にとどまらず、絶え間ざる人間同士の接触を通じて、現代社会を動かす情報産業でなければならない、という考えがあった。
『ホテルは情報センターである』の考えを具現化すべく、タイプライターやコピー、秘書・通訳といったオフィスサービスを導入。600室を擁したすべての客室にカラーテレビが設置され、さらにはケーブルテレビなど、ホテル自体に送信設備を完備。変化する世界情勢に対応し、大阪ロイヤルホテルや東京の帝国ホテルと並ぶ、関西随一のプレステージ性を備えたホテルを目指していた。
ABC社屋および大阪タワーに続き、大成建設がホテルプラザでも設計・施工を担った。工事に用いる機械の普及に加え、工程管理にコンピューターを導入。着工から2年弱で竣工を迎えた。
地上23階建ては、建設当時大阪では最も階数の高い建物であった。そのため、隣接する大阪タワーの南東方向の眺めが悪化、大阪タワー展望台（地上102m、ホテルプラザはこれより幾分低い）の利用客が減少する一因ともなった。
1971年（昭和46年）、3年前のABC社屋・大阪タワーに続きBCS賞を受賞している。

### サービス・施設
同ホテルはリーディングホテルズ・オブ・ザ・ワールドに加盟し、24時間対応ルームサービスやホテル特製缶詰の販売を日本で初めて実施したほか、専属の楽団（プラザストリングス）の編成、プラザ・ミステリーツアー（日本におけるホテルイベントの嚆矢）など、隣接のABCと連携しながら斬新な企画力と高品質のサービスを展開し、戦後における日本のホテルの先導者的な役割を担ってきた。
特に料理においては、日本屈指の品質を誇ったことから同ホテルは｢味のプラザ｣と称され、日本国内外問わず愛好者も多く抱えていた。
23階に、フランス料理「ル・ランデヴー」・カクテルラウンジ「ビスタラウンジ」・「サンダウナーバー」。4階には、欧風料理「ベルベデアー」・中国料理「翠園」・日本料理「花桐」・鉄板焼き「淀」・「ブルーベルバー」。1階には、メインバー「マルコポーロ バー」・コーヒーショップ「プラザパントリー」・「ティーラウンジ」をそれぞれ配し、料飲部門は極めて充実していた。
また、4階に日本庭園・プラザファションプール（屋外型で夏季のみオープン）、地下1階には「プラザショッピング・アーケード」があった。
宴会場は、「聚楽の間」「醍醐の間」の大宴会場を始め、大小15ほどの部屋があった。22階にはSF作家・小松左京の事務所があった。
1階のロビーには、彫刻家向井良吉による巨大なレリーフ作品「花と女性」が飾られていた。
ホテルと大阪駅の間には、シャトルバス（無料送迎バス）が運行されていた（千里山バスに委託）。

### 衰退期・終焉
全盛期には1m2あたりの営業収益は業界ナンバーワンといわれ、多額の利益を計上して優良企業と見られた時期もあった。
しかし1992年（平成4年）にホテル阪急インターナショナル（阪急阪神ホテルズ。阪急阪神ホールディングス系列）、1993年（平成5年）にウェスティンホテル大阪（スターウッド・ホテル&リゾート→マリオット・インターナショナル。ホテルプラザからすぐ）、1997年（平成9年）にザ・リッツ・カールトン大阪（阪神ホテルシステムズ。阪神電鉄系列）がそれぞれ開業したことにより、梅田のホテル戦争が激化。ホテル自体の老朽化（ほとんどリニューアルされず、小規模の改修を行ったのみであった）や、シングルルームは20m2に満たない狭い部屋が多く、梅田から少し離れていることなどから有効な対抗策を打ち出せず、経営環境が悪化。
開業から30年、1999年（平成11年）3月末をもって閉鎖され、株式会社ホテルプラザ自体も清算された。

### 閉鎖後
先述のレストランに在籍していた料理人は、ホテル廃業後他ホテルに転職した者もいるが、ホテルプラザがあった福島界隈に新たに店舗を開業する者も多く、そのほとんどが当時からの愛好者に加えて口コミで広がり、リピーターを獲得するなどしている。また、「翠園」のようにレストランごと独立開業したケースもあり、今でも「味のプラザ」は健在である。

### 閉鎖の理由
閉鎖に至った原因は建物老朽化の他に人件費比率の高さも指摘されている。ただし、（他業界と比較しても高水準にあるとされる放送業界の中でもさらに高いとされた）ABCと同じ給与体系が適用されていたわけではなく、あくまでも在阪の他のホテルと比較してのことである。
また、レストランが充実し24時間のルームサービスも実施していたため、従業員のうち料理人が占める割合も他のホテルより高かった。その結果、末期には支出に対する人件費比率が50%近くにのぼり、赤字決算が続いた。
そのほか、1988年（昭和63年）に約70億円を投資して淡路島に「ホテルプラザ淡路島」を開業したものの、経営不振から1994年（平成6年）に閉鎖。撤退に伴う損失処理に追われ、本体への設備投資が（競合が激化し最も必要だった時期に）後手に回ったことは否めない。さらに、ABCがデジタル放送を開始するための放送設備費用を確保しなければならなかったことや、社屋の将来的な建て替え問題などを考えた結果、これ以上の追加投資は不可能と判断したためと言われている。

### 跡地の動向

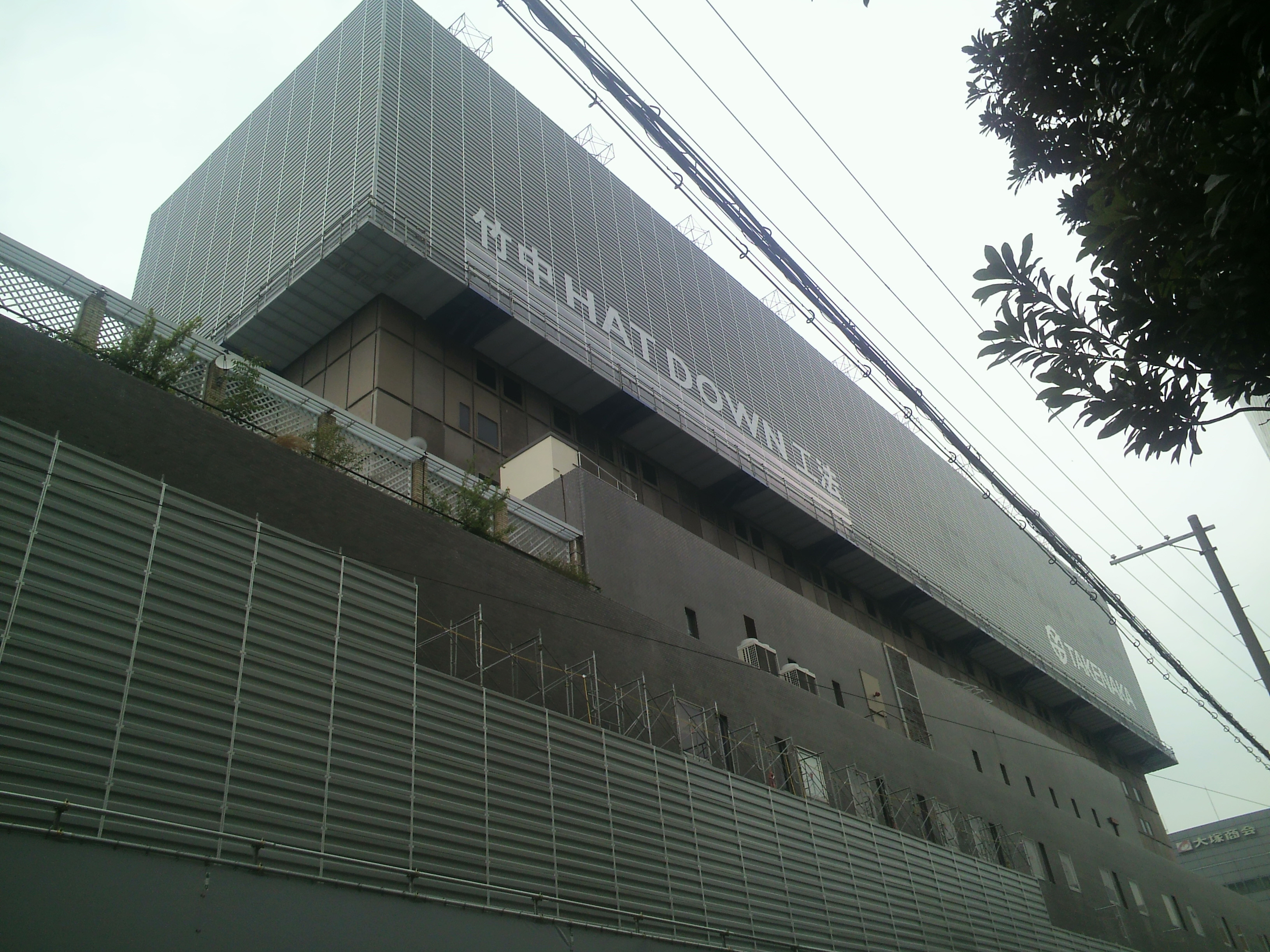
ハットダウン工法により解体されるホテルプラザ

閉鎖後は、IDC大塚家具が梅田ショールームとして1～4階にテナントとして入り、塔屋には「THE PLAZA」の文字が入ったままだったが、ABCが福島区（ほたるまち）に建設した新社屋へ2008年（平成20年）に移転し、IDC大塚家具が梅田ショールームを大阪南港ショールームへ統合するために2010年（平成22年）12月31日限りで閉店したのに伴い、解体されることとなった。
1階ロビーのレリーフ「花と女性」はIDC大塚家具のショールーム時代も設置されたままで、解体を前にABCに引き取りを打診したものの断られ、同社がいったん引き取った上で公共施設への寄贈などによる保存を模索したところ、向井良吉にゆかりの深い世田谷美術館が受贈することになり、2012年3月から一般公開されている。
解体工事は2011年（平成23年）2月1日から竹中工務店により開始され、解体には同社が開発した「竹中ハットダウン工法」が導入された。
その後、2017年1月に積水ハウス、三菱地所レジデンス、東急不動産など5社の共同企業体がホテルプラザ及びABCセンターの跡地を取得、高さ最大178m、敷地面積約1万m2、900戸規模のタワーマンションを建てる計画があると報じられた。跡地は2016年末に取得済みで、名称は「グランドメゾン新梅田タワー THE CLUB RESIDENCE（ザ・クラブレジデンス）」、2021年に竣工した。また、隣接地に大阪府済生会中津病院の附属施設となる「大阪北リハビリテーション病院」が2023年4月1日に開院した。

## 関連するホテル
ホテルプラザ淡路島（兵庫県南あわじ市）
ホテルプラザが撤退後、地元資本のホテルニューアワジが買収。「ホテルニューアワジ プラザ淡路島」と名称を変えて営業している。シンボルマークのデザインは当時と同じもの（ホテルプラザのマークの下半分に波模様を加えたもの）を使用している。
ホテルプラザ神戸（旧神戸ローザンヌホテル）（神戸市東灘区六甲アイランド 神戸ファッションプラザ内）
当初、ホテルプラザと大成建設の共同出資で設立。ホテルプラザの廃業を機に大成建設の単独経営となったが、その際に総料理長などホテルプラザのスタッフが移籍している。シンボルマークは、当初は旧ホテルプラザのものを引き継いだが、現在はほとんど使われていない。
ホテルプラザ勝川（愛知県春日井市）
当初、ホテルプラザの子会社が出資し、運営受託も行う予定で名称が付けられたが、開業準備中にホテルプラザ本体の閉鎖と清算が発表されたため、他のホテルが支援を肩代わりして開業にこぎ着けたものである（ただし、開業時にはホテルプラザの元従業員を一部受け入れている）。シンボルマークのデザインやロゴタイプの書体は、現在も旧ホテルプラザと同じものを使用している。
なお、十三にあるホテルプラザオーサカをはじめ、「プラザ」の名称が冠されたホテルは全国各地にあるが、上記のホテルを除きそれらとの関係は一切ない。

## ABCとの関係
ABCの迎賓館の役割としても知られ、かつては元ABCアナウンサーの乾浩明（元ABCリブラ社長・現フリーアナ兼ナレーター）が社長を務めていた時期がある。
ABCテレビの長寿番組『新婚さんいらっしゃい!』では出場記念品としてディナー付き宿泊券と「味のプラザギフトセット」が贈呈された事で、全国的な知名度も少なからずあった（司会の桂文枝（当時は桂三枝）が「いつでもご利用いただける「ホテルプラザ」ディナー付き宿泊券（後に「味のプラザギフトセット」が加わる）を差し上げます。」と発していた）。なおホテルプラザ閉鎖後は、番組の収録が行われているリサイタルホールがある、新朝日ビル内のリーガグランドホテルの宿泊券が贈呈されるようになった。しかし現在は贈呈も無くなり（出場記念品紹介もトーク開始前に行われるようになった）、収録も新社屋内にあるABCホール（通称「キュキュホール」）に移った。
また、『ラブアタック!』では、賞品がこのホテルのレストラン「ヴェルヴェデアー」のディナー券だった。また当ホテルのフランス料理フルコースの早食い競争も行われていた。閉鎖前年にはABCラジオの人気番組パーソナリティー（道上洋三、ABCアナウンサーの三代澤康司、宮根誠司ほか）が担当番組中で「ホテルプラザでディナーショーをやる」との企画をぶちあげたところ、チケットは即日完売だったとの逸話も残っている。
さらに長寿クイズ番組『パネルクイズ アタック25』では、番組収録日のスタッフ・司会者らの最終会議の休憩時間に皆でケーキを食べる慣習がある。これは、初代司会者の児玉清がホテルプラザで朝食を食べた後、スタッフらにケーキを買って来たのが始まりである。
1975年3月31日に実施されたTBSテレビ系列からNETテレビ→テレビ朝日系列へのネットチェンジ後は、1981年頃にキー局・テレビ朝日にも関東地区向けに静止画CMを出稿したことがあり、予約受付の電話番号は東京支社のものを表示していた。
この他、スカイ・Aの阪神タイガース関連番組でも使われたほか、1990年代のABCテレビのオープニング・クロージングでは、ホテルプラザの映像や、ホテルやABC社屋、大阪タワー、ザ・シンフォニーホールを含めたいわゆる「ABCセンター」のCGが使われていた。
2010年（平成22年）11月25日 - 11月28日に大阪・南港のATCホールで行われたイベント『ABC TEA&SWEETSマルシェ2010〜クリスマスとの出会い〜』では、「ホテルプラザ・ケーキ復刻カフェ」として、同ホテルで造られたケーキ類を再現・販売した。